# Абасиди
Абасиди су арапска сунитска династија, чијих је 37 калифа владало у периоду од 750. до 1258. године. Име је добила по Мухамедовом стрицу Абасу (566—652) оснивачу династије. Користећи незадовољство народа у Месопотамији, Абасиди су 748. дигли устанак против Умајада, освојили Сирију и убили калифа Мервана II. Новим калифом прогласио се Абул Абас (750—754). Наследио га је брат Ел Мансур (754—775) и преместио седиште калифата у новоосновани Багдад (762.). У време владавине Харуна ел Рашида (786—809) и Мамуна (813—833) достигао је највиши степен економског и културног развоја. Са развојем феудализма ојачале су партикуларистичке тенденције. Поједини намесници су се постепено одвајали. Године 1055. селџучки султан Тугрул се наметнуо за заштитника калифу Ел Каиму, чиме је фактички сва власт прешла у његове руке. Калифат се одржао до 1258. када су, после продора Монгола и њиховог освајања Багдада неки чланови династије избегли у Каиро, где је султан Бајбарс обновио абасидски калифат 1261. године који се одржао до 1517. године.

## Успон
Абасидска династија је достигла свој успон на самом почетку. Њен најславнији владар је био Харун ал-Рашид. За вријеме његове владавине главни град калифата, Багдад је био најбогатији град на свијету. Харун је живио раскошним животом, а по узору на њега то су чинили, свако по својој могућности, и остали високи чиновници калифата. То је било златно доба и за науку и умјетност које су се убрзано развијале. Царство је заузимало огромну површину, у његовом саставу су били Персија, Египат, Арабија и Блиски исток. Крајња западна тачка је била негдје на територији данашњег Туниса, где се развијала друга династија која је настала распадом Умајадске династије, Аглабидска династија.

## Односи са Византијом и Франачким царством
Највећи непријатељ калифата је била Византија. Калиф ал-Махди је повео свети рат против Византије. Његову војску је предводио његов син Харун ал-Рашид који је повео напад на сам Константинопољ. Након опсаде Византија је пристала на примирје и морала је да плаћа данак калифату. То је било 782. године. Харун је повео још један напад на Византију и то 806. године када су Византинци одбили да плате порез. Тада је Харун са војском продро у Малу Азију и опустошио је.
Харун је из политичких разлога (савезништво против Византије) одржавао пријатељске односе са Карлом Великим. Спомиње се размјена поклона између ове двојице. Наводно Харун је Карлу Великом послао слона и неки веома чудан сат и још других поклона који су изазвали дивљење на западу.

## Престоница Багдад
Багдад је у Харуново време био на врхунцу свог развоја. Калифова палата је заузимала трећину града и била је импресивна и богата. Забајада, Харунова жена није дозвољавала да на њеном столу буде било какво посуђе осим од злата и сребра. Својим богатством Багдад је привлачио разне умјетнике. Наука се развијала јер су је великаши цијенили и улагали у њу. Захваљујући Индијцима у калифат је стигао бројчани систем који је у Европи назван арапски и који је и данас у употреби. Багдад су разорили Монголи 1258. године.

## Живот поданика
Становништво калифата је било шаролико, било је хришћана, присталица Заратустре, муслимана, и Јевреја, који су били посебно утицајни, бавили су се банкарством, и били су високи чиновници калифата. Муслимани су били у повлашћеном положају, али и поред тога између њих је било разлике, између Арабљана и преобраћеника, којих је било све више и међу њима је било извјесне љубоморе. Хришћани и Јевреји су морали су да се обиљежавају, звали су се зимије. Били су обиљежени нешто слично Јеврејима за вријеме нацизма, почело се са рушењем цркава у пограничним областима, као и оних које су изграђене после арапског освајања.
Народ се бавио земљорадњом, трговином, занатством. Арапима је било понижавајуће да се баве земљорадњом, па су они били трговци, занатлије, војници као и високи чиновници. Најлошији положај су имали робови којих је било много. Било је црнаца из Африке, белаца Словена и Грка, као и Турака и народа средње Азије. Робовима су се снабдевали из битака, заробљени су били претварани у робље, а такође су им разна племена продавала робове. Производио се папир, стакло, гвожђе, тканине, драго камење.

## Пропаст
Опадање је почело веома брзо, већ у 9. веку када су настајале разне династије које су парчале калифат, Сафариди, Саманиди, Газнавиди су га распарчали, затим Селџуци који су дошли као робови који су преузели власт. Калифат је био дубоко подијељен јер није била извршена асимилација осталих неарапских народа. Економске прилике су постале веома лоше јер су намети били све већи, народ је сиромашио а великаши се богатили, индустрија је замирала, крвне освете су постале честе и плодна земља је постајала пуста.
Све је то утрло пут новом освајачу са истока. То су били Монголи, који су тада били незаустављиви, њихов вођа је био Хулагу, унук Џингис-кана, који је повео велику војску, и након опсаде је заузео Багдад и у њему направио крвопролиће, били су убијени и чланови калифове породице као и сам калиф. Багдад је био у крви, од толико лешева на улицама постало је неподношљиво боравити у њему па се монголска војска на неко вријеме измјестила. То је био крај Абасида.